# العلاقات الأوكرانية السويدية
العلاقات الأوكرانية السويدية هي العلاقات الثنائية بين السويد وأوكرانيا. نشأت العلاقات الدبلوماسية بين البلدين في 13 يناير عام 1992. تملك السويد سفارة في العاصمة الأوكرانية كييف وقنصلية فخرية في مدينة كاخوفكا. تملك أوكرانيا سفارة في العاصمة السويدية ستوكهولم.

## العلاقات الاقتصادية
إن أكثر الشركات السويدية نجاحًا وشهرة في أوكرانيا حتى الآن هي شركة تصنيع الأغذية تشوماك في مدينة كاخوفكا في خيرسون أوبلاست؛ وهي اليوم واحدة من أكبر شركات الأغذية في أوكرانيا. تأسست في عام 1996 من قبل اثنين من رجال الأعمال السويديين الشباب بمساعدة مالية من هانز راوسينغ صاحب شركة تترا باك.
بدأت البنوك السويدية في السنوات الأخيرة في إظهار اهتمام متزايد بالاقتصاد الأوكراني النامي. اشترت مجموعة إس إي بي البنكية آدجيو بنك الذي تحول لاحقًا إلى إس إي بي بنك (أوكرانيا) في أوائل عام 2005، واشترت المجموعة أيضًا فاكتوريال بنك مع مكاتب في خاركيف وشرق أوكرانيا في أواخر عام 2007. كان من المخطط له دمج هذا البنك مع إس إي بي بنك (أوكرانيا). تملك مجموعة إس إي بي البنكية اليوم 85 مكتبًا في أوكرانيا، وتتضمن الخطة فتح 20-25 مكتبًا إضافيًا سنويًا لتصل إلى حوالي 300 مكتب في السنوات القادمة.
اشترت مجموعة سويد بنك في منتصف عام 2007 تاس كومارزبنك الذي غيّر اسمه في ديسمبر عام 2007 إلى سويد بنك. يوجد لهذا البنك حاليًا 190 مكتبًا في جميع أنحاء أوكرانيا.
خططت شركة إيكيا السويدية العملاقة التي تبيع الأثاث في محلاتها بالتجزئة لسنوات عديدة لفتح متجرها الخاص ومركز التسوق ميغا في كييف، على غرار مراكز التسوق في موسكو، ولكنها أجّلت هذه الخطة بسبب نزاع حول الأرض، ولكن بدا حينها أنها كانت ستفتح مركزًا في أوديسا في المستقبل القريب. استمر نشاط إيكيا في أوكرانيا لسنوات عديدة من خلال مورّدين مختلفين لأثاثها، وبشكل رئيسي من خلال مجموعة سويدوود التابعة لها مع مكتب في مدينة أوجهورود.

## مقارنة بين البلدين
هذه مقارنة عامة ومرجعية للدولتين:
| وجه المقارنة                                              | أوكرانيا                                   | السويد                                                                               |
| --------------------------------------------------------- | ------------------------------------------ | ------------------------------------------------------------------------------------ |
| المساحة (كم2)                                             | 603.63 ألف                                 | 450.30 ألف                                                                           |
| عدد السكان (نسمة)                                         | 45.55 مليون                                | 10.16 مليون                                                                          |
| الكثافة السكانية (ن./كم²)                                 | 75.46                                      | 22.56                                                                                |
| العاصمة                                                   | كييف                                       | ستوكهولم                                                                             |
| اللغة الرسمية                                             | اللغة الأوكرانية                           | اللغة السويدية، لغات السامي، اللغة الفنلندية، منكيلي، اللغة الرومنية، اللغة اليديشية |
| العملة                                                    | هريفنا أوكرانية، كاربوفانيتس، روبل سوفييتي | كرونة سويدية                                                                         |
| الناتج المحلي الإجمالي (بليون دولار)                      | 112.15 مليار                               | 538.04 مليار                                                                         |
| الناتج المحلي الإجمالي (تعادل القوة الشرائية) بليون دولار | 352.98 مليار                               | 469.01 مليار                                                                         |
| الناتج المحلي الإجمالي الاسمي للفرد دولار أمريكي          | 2.11 ألف                                   | 50.58 ألف                                                                            |
| الناتج المحلي الإجمالي للفرد دولار أمريكي                 | 8.66 ألف                                   | 45.30 ألف                                                                            |
| مؤشر التنمية البشرية                                      | 0.747                                      | 0.907                                                                                |
| رمز المكالمات الدولي                                      | +380                                       | +46                                                                                  |
| رمز الإنترنت                                              | .ua، .укр ‏                                 | .se                                                                                  |
| المنطقة الزمنية                                           | ت ع م+02:00، ت ع م+03:00، توقيت شرق أوروبا | توقيت وسط أوروبا، ت ع م+01:00، ت ع م+02:00، أوروبا/ستوكهولم ‏                         |

## مدن متوأمة
في ما يلي قائمة باتفاقيات التوأمة بين مدن أوكرانية وسويدية:
- ترتبط لوهانسك مع بلدية فانسبرو باتفاقية توأمة منذ 1959.[16][16][17][17]
- ترتبط لفيف مع Eskilstuna Municipality [الإنجليزية]‏ باتفاقية توأمة منذ 10 يونيو 1995.[18][18][19][20]
- ترتبط غامالسفينسكبي مع Region Gotland [الإنجليزية]‏ باتفاقية توأمة.
- ترتبط خميلنيتسكي مع كرامفوش [الإنجليزية]‏ باتفاقية توأمة.
- ترتبط كييف مع ستوكهولم باتفاقية توأمة منذ 1995.[21][22][21][22]

## منظمات دولية مشتركة
يشترك البلدان في عضوية مجموعة من المنظمات الدولية، منها:
| علم المنظمة | اسم المنظمة                               | تاريخ انضمام أوكرانيا | تاريخ انضمام السويد |
| ----------- | ----------------------------------------- | --------------------- | ------------------- |
|             | وكالة ضمان الاستثمار متعدد الأطراف        | 19 يوليو 1994         | 12 أبريل 1988       |
|             | الأمم المتحدة                             | 24 أكتوبر 1945        | 19 نوفمبر 1946      |
|             | الفريق المعني برصد الأرض                  | ?                     | ?                   |
|             | منظمة حظر الأسلحة الكيميائية              | ?                     | ?                   |
|             | منظمة التجارة العالمية                    | 16 مايو 2008          | 1995                |
|             | منظمة الشرطة الجنائية الدولية             | ?                     | ?                   |
|             | منظمة الأمن والتعاون في أوروبا            | 30 يناير 1992         | 25 يونيو 1973       |
|             | مؤسسة التنمية الدولية                     | 27 مايو 2004          | 24 سبتمبر 1960      |
|             | نظام تحكم تكنولوجيا القذائف               | 1998                  | 1991                |
|             | يونسكو                                    | 12 مايو 1954          | 23 يناير 1950       |
|             | مجلس أوروبا                               | 9 نوفمبر 1995         | ?                   |
|             | الاتحاد البريدي العالمي                   | ?                     | ?                   |
|             | البنك الدولي للإنشاء والتعمير             | 3 سبتمبر 1992         | 31 أغسطس 1951       |
|             | اتفاقية السماوات المفتوحة                 | ?                     | ?                   |
|             | المنظمة الهيدروغرافية الدولية             | ?                     | ?                   |
|             | الاتحاد الدولي للاتصالات                  | 7 مايو 1947           | 1866                |
|             | مؤسسة التمويل الدولية                     | 18 أكتوبر 1993        | 20 يوليو 1956       |
|             | المنظمة الأوروبية لسلامة الملاحة الجوية   | 2004                  | 1995                |
|             | المركز الدولي لتسوية المنازعات الاستشارية | 7 يوليو 2000          | 28 يناير 1967       |
|             | مجموعة أستراليا                           | 2005                  | 1991                |
|             | مجموعة الموردين النوويين                  | ?                     | ?                   |

## أعلام
هذه قائمة لبعض الشخصيات التي تربطها علاقات بالبلدين:
- جويل كينمان (ممثل سويدي أمريكي، 25 نوفمبر 1979[31][32] – )

## وصلات خارجية
- موقع وزارة الخارجية الأوكرانية
- موقع وزارة الخارجية السويدية